# Halorates
Genre
Halorates est un genre d'araignées aranéomorphes de la famille des Linyphiidae.

## Distribution
Les espèces de ce genre se rencontrent en écozone holarctique.

## Liste des espèces
Selon World Spider Catalog (version 23.0, 17/06/2022) :
- Halorates alascensis (Banks, 1900)
- Halorates altaicus Tanasevitch, 2013
- Halorates concavus Tanasevitch, 2011
- Halorates crassipalpis (Caporiacco, 1935)
- Halorates reprobus (O. Pickard-Cambridge, 1879)
- Halorates sexastriatus Fei, Gao & Chen, 1997

## Systématique et taxinomie
Ce genre a été décrit par Hull en 1911.

## Publication originale
- Hull, 1911 : « Papers on spiders. » Transactions of the Natural History Society of Northumberland,  (N.S.) vol. 3, no 3,  p. 573-590 (texte intégral).